# Valleroy (Doubs)
Valleroy è un comune francese di 134 abitanti situato nel dipartimento del Doubs nella regione della Borgogna-Franca Contea.

## Società

### Evoluzione demografica
Abitanti censiti